# Paolo (praefectus urbi)
Flavio Paolo (latino: Flavius Paulus; fl. 438) è stato un politico romano dell'Impero romano d'Occidente.

## Biografia
Fu vicario o proconsole prima del 438, anno in cui è attestato come praefectus urbi di Roma; in quell'anno partecipò alla seduta del Senato romano che ratificò per l'Occidente il Codice teodosiano.
Si occupò anche di restaurare alcune parti del Colosseo.